# Karel Chytil
Karel Chytil (18. dubna 1857 Praha – 2. července 1934 Praha) byl český historik umění – první významný český představitel pozitivismu v kunsthistorii, muzejník a pedagog.

## Život
Karel Chytil po gymnáziu v letech 1875–1878 studoval nejprve dějepis a zeměpis na filozofické fakultě Univerzity Karlovy v Praze, kde jeho učiteli byli Václav Vladivoj Tomek, Josef Kalousek, Jaroslav Goll a Otakar Hostinský. Po studijním pobytu ve Vídni (1878–1879), kde navštěvoval přednášky Moritze Thausinga z dějin umění v „Ústavu pro rakouský dějezpyt“, se definitivně rozhodl pro vědeckou dráhu v kunsthistorii.
Do prvního zaměstnání po studiích nastoupil jako suplent dějepisu a zeměpisu na české reálce v Ječné v Praze. Dne 19. listopadu 1880 se v Chrudimi oženil s Kateřinou Duškovou (* 1865), s níž měl čtyři děti (Karel,Jan, Milada a Johanna); téhož roku se usadil v Praze na Novém Městě . Roku 1882 byl v Praze promován na doktora filosofie.
Obchodní a živnostenská komora jej roku 1885 vybrala aby založil a vedl Uměleckoprůmyslové museum v Praze. Dne 4. července 1885 byl jmenován prvním kustodem a 16. prosince 1895 prvním ředitelem. Chytil toto muzeum vybudoval na podkladě evropských zkušeností, včetně tehdy největší umělecké knihovny o 10 000 svazcích, kreslírny a sbírky modelů pro výtvarné řemeslníky. Muzeum řídil jako ústřední uměleckohistorickou instituci až do 1. února 1911. V letech 1887–1903 byl korespondentem Centrální komise pro ochranu památek ve Vídni (pro oblast Čech). Od roku 1895 vedl zpracování uměleckého místopisu Čech v Archeologické komisi Akademie věd.
V letech 1888–1896 byl profesorem dějin umění na AVU v Praze. Roku 1897 se habilitoval na Karlově univerzitě, roku 1904 byl jmenován mimořádným profesorem dějin umění a od roku 1911 řádným profesorem a vedoucím Ústavu pro dějiny umění na České universitě v Praze, kde působil až do svého pensionování roku 1927. Katedru proměnil v moderní Ústav dějin umění. Kromě toho byl docentem Českého vysokého učení technického v Praze.
Roku 1913 založil spolek Kruh pro pěstování dějin umění, který v jeho redakci od roku 1916 vydával vlastní ročenku. Podílel se dvěma tituly na Soupisech památek historických a uměleckých v Království českém (Chrudim 1900; Korunovační klenoty Království českého, spolu s Antonínem Podlahou, 1912). Působil v Komisi pro soupis stavebních, uměleckých a historických památek královského hlavního města Prahy od jejího vzniku v roce 1894 (1893).
Chytil byl od roku 1896 mimořádným a od r. 1916 řádným členem České akademie věd a umění a předsedou Archeologické komise. Zabýval se problematikou památkové péče a byl čestným členem Klubu za starou Prahu (1920). Organizoval muzejní a později univerzitní dění, oblast umělecké topografie i sběratelství umění. Veškeré teoretické i praktické činnosti konal s koncepční rozvahou, úzkostlivě vědeckou precizností a exaktností. Byl vůdčím českým historikem éry pozitivismu.

## Dílo
Chytil publikoval přes sto převážně vědeckých článků, katalogů výstav a osm monografií o českém umění od vrcholného středověku do baroka a o jeho metodologii. Věnoval se především době jagellonské a rudolfínské, Iluminovaným rukopisům, malířství a uměleckému řemeslu, zvláště zlatnictví. Jeho příspěvky se objevují především v časopisech Památky archeologické, Dílo, Naše doba, Umění, ve Věstníku Obchodní a živnostenské komory, v Ročenkách Kruhu pro pěstování dějin umění, dále referoval o své práci ve Výročních zprávách Uměleckoprůmyslového musea.